# Bernard Eastlund
Bernard John Eastlund (* 1938; † 12. Dezember 2007 in St. Louis) war ein US-amerikanischer Physiker und Erfinder.
Eastlund studierte Physik am Massachusetts Institute of Technology (MIT; Bachelor-Abschluss 1960) und an der Columbia University, wo er 1965 mit der Arbeit Diffusion measurements in a fully ionized cesium plasma. promovierte. Er war der Initiator eines Vorläufers des HAARP-Projekts in den 1980er Jahren, für dessen Technologie er einige Patente besitzt. Während damals militärische Anwendungen im Rahmen der Strategic Defense Initiative (SDI) im Vordergrund des Interesses standen, wird diese Verwendung bei den heutigen Betreibern von HAARP bestritten. Eastlund selbst arbeitete an solchen Anwendungen für Advanced Power Technologies Inc. (APTI), eine Tochtergesellschaft von ARCO. Als Anwendung wurde nicht nur die Entwicklung eines Raketenschildes gegen ICBMs ins Auge gefasst, sondern auch die Manipulation des Wetters durch Beeinflussung des Verlaufs des Jetstreams (beides in Patenten niedergelegt).
Eine weitere Idee von Eastlund (und William C. Gough) ist die Verwendung von Kernfusionsreaktoren z. B. zur Trennung und späteren Wiederverwertung von Elementen („Fusion Torch“) aus dem Jahr 1968 (er erhielt dafür ein „Special Achievement Certificate“ der United States Atomic Energy Commission (AEC) und die Idee wurde von ihrem damaligen Vorsitzenden Glenn Seaborg positiv aufgenommen). Eastlund und Gough waren damals Programmmanager im Fusionsforschungsprogramm der AEC.
Eastlund war Gründer der Technologie-Beratungsfirma Eastlund Scientific Enterprises Corporation (ESEC) in Houston, Texas.
Nebenbei beschäftigte er sich auch mit Astrophysik und veröffentlichte über Pulsare und Gammastrahlenquellen (Gamma Ray Burster).